# Drottning Christina (film)
Drottning Christina (engelska: Queen Christina) är en amerikansk biografisk film från 1933 i regi av Rouben Mamoulian. I huvudrollerna ses Greta Garbo och John Gilbert.

## Handling
För att komma bort från de betungande plikter som hennes ämbetstitel kräver klär drottning Christina (Greta Garbo) ut sig till man och rider ut på landsbygden. Där träffar hon snart en levnadsglad, spansk diplomat som hon faller handlöst för. Spanjoren luras av drottningens utstyrsel och tror hon är en ung adelsman, men när de blir tvungna att dela säng på ett fullbelagt värdshus får han en trevlig överraskning.
"Det hade varit så underbart att bara få vara kvinna istället för drottning. Bara en kvinna i en mans armar.", beklagar sig Kristina i sin älskares famn när hennes verkliga identitet avslöjas. Men hon känner sitt folk och vet att de aldrig skulle tillåta att hon gifte sig med en utlänning. Hon slits mellan plikten och sitt hjärtas vilja, och måste fatta sitt livs svåraste beslut.

## Rollista i urval

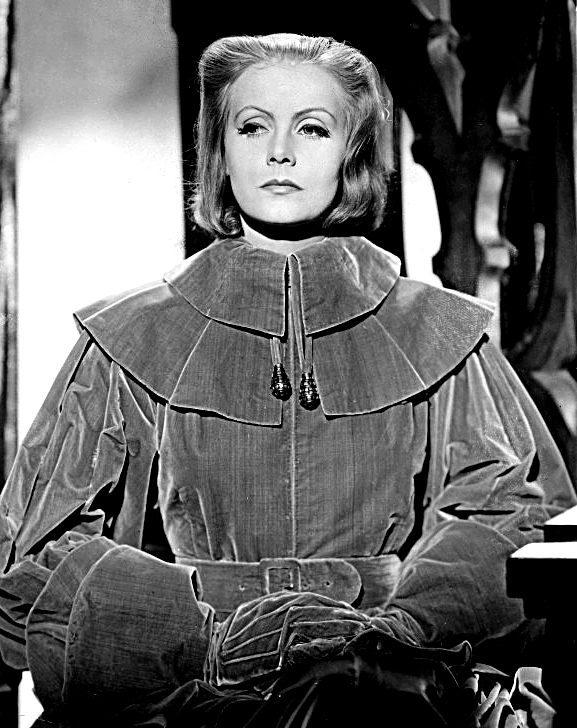
Greta Garbo i titelrollen.

- Greta Garbo - Drottning Christina
- John Gilbert - Antonio
- Ian Keith - Magnus Gabriel De la Gardie
- Lewis Stone - Axel Oxenstierna
- Elizabeth Young - Grevinnan Ebba Sparre
- C. Aubrey Smith - Aage
- Reginald Owen - Karl Gustav
- Gustav von Seyffertitz - General
- David Torrence - Ärkebiskopen
- Georges Renavent - Chanut

## Om filmen
Filmens handling avviker avsevärt från verkligheten. Den verkliga drottning Kristina abdikerade för att konvertera till katolicism. I filmen abdikerar hon för kärleks skull. Garbo ska ha uttryckt sin besvikelse över filmens brist på historicitet: "Tänka sig att Kristina abdikerar för en liten spanjors skull! Jag trodde i det längsta att det skulle se ut som det vore av leda vid det hela och en evig längtan efter frihet" skrev hon i ett brev till en vän 1934.